# Uracantholeptes damicoi
Uracantholeptes damicoi is een hooiwagen uit de familie Gonyleptidae.